# Солера
Система солера (іспанське solera, буквально — найстаріша бочка) — процес старіння рідин.
Повна назва процесу — система кріадера і солера (criadero — питомник, розсадник, садок).
Дубові бочки заливають вином (для хересу) або алкогольним дистилятом (для бренді) та встановлюють в 3—5 ярусів, утворюючи подобу піраміди. Найнижчий ярус (ряд) називається «солера», в ньому знаходиться найстаріше вино (бренді), яке (який), як буде готове, відбирають для споживання. Бочки другого ярусу мають назву «1 кріадера», третього — «2 кріадера», четвертого — «3 кріадера» тощо.
Рух вина (алкогольного дистиляту) здійснюється так: відібрана кількість вина (дистиляту) з «солери» компенсується такою ж кількістю з «1 кріадери», бочки «1 кріадери» поповнюються вином (алкогольним дистилятом) з «2 кріадери», 2-ї — з 3-ї, і так триває аж до останньої «кріадери».
Коли херес (бренді) розливається в пляшки, відбирається частини вмісту кожної солери (кріадери). У системі солера жодна з бочок ніколи не спустошується повністю, а лише на 1/3 або 1/4. Внаслідок цієї операції, вміст бочок змішується разом і розливається у пляшки (що відбувається 3—4 рази на рік). Кількість вилученого з бочок нижньої солери поповнюється відповідною кількістю вина (бренді) з бочок верхньої кріадери.
Таким чином виходить, що кожна з бочок з 1-ї кріадери, що частково спустошені, поповнюються вином (бренді) з другої кріадери тощо, і, нарешті, остання кріадера заповнюється молодим вином (алкогольним дистилятом).
Перевага витримки вина (дистилятів) за системою солера в тому, що вона надає можливість з року в рік отримати великі партії однорідного вина (дистиляту) як за хімічним складом, так і за органолептичними показниками. В Іспанії кажуть, що таким чином «молоді спирти надають старим спиртам свою енергію і силу, а старі залишають відбиток своєї мудрості та досвіду на молодих».
З точки зору термінів витримки бренді з хересу поділяються на три групи:
- Солера (Solera): витримка відбувається не менше шести місяців.
- Солера Резерву (Solera Reserva): процес витримки не менше ніж один рік.
- Солера Гран Резерву (Solera Gran Reserva): витримується мінімум три роки. Середній період витримки — близько восьми років, у деяких випадках — 12 років.